# Вишневецкий, Михаил Александрович
Князь Михаи́л Алекса́ндрович Вишневе́цкий (1529 — 15 октября 1584) — военный и государственный деятель Великого княжества Литовского и Речи Посполитой, западнорусский магнат, староста каневский и черкасский (1559−1580), любецкий и лоевский (1584), каштелян брацлавский (1580−1581) и киевский (1581−1584), гетман Войска Запорожского (1569−1574).

## Биография
Михаил был вторым сыном князя Александра Михайловича Вишневецкого, родоначальника младшей ветви рода. Историк А. В. Стороженко, занимавшийся историей казачества, писал, что «вся жизнь его была жизнью рыцаря, видевшего в войне единственное достойное поприще деятельности».
В 1554 году Михаил Вишневецкий принимал участие в войне против Османской империи.
В 1557 году принял участие на стороне поляков в походе в Ливонию.
В дальнейшем принимал деятельное участие в защите южной границы Речи Посполитой от татар. Несколько раз он предпринимал набеги на Русское государство. 21 июня 1563 году возглавлял отряд, состоящий из черкасских казаков, каневских, белгородских и анкерманских татар. Этот отряд вторгся в черниговские и стародубские уезды России, разорил черниговские, стародубские, новгород-северские и почепские волости, сжёг посад в Радогоще, но навстречу ему выступил князь Иван Щербатый, бывший в это время северским воеводой с отрядом жильцов, детей боярских, казаков и посадских людей с головами, который разбил Михаила Вишневецкого.
После смерти гетмана Венжика Хмельницкого Михаил Вишневецкий в 1569 году был избран казаками гетманом войска Запорожского.
В 1569 году совершил поход на помощь осаждённой турками Астрахани.
У Маркевича в «Истории Малой России» написано:
Гетман Кн. Михаил Вишневецкий был избран из Воевод и, в том же году <1569>, послан Королём на помощь Царю под Астрахань, к которой шли Турки и Татары. Выступив из Черкас, на дороге присоединили он к себе полки охочекомонные и часть Запорожцев…
В 1579 году был одним из предводителей войска, которое безуспешно осаждало Чернигов. Город взят не был, однако его округа была подвергнута опустошению.
В 1580 году стал сенатором Речи Посполитой, передав пост старосты каневского и черкасского старшему сыну Александру, хотя и сохранил за собой эти титулы до смерти.
В 1581 году разбил русскую армию на реке Судость. В том же году стал киевским каштеляном.
Умер 25 октября 1584 года.

## Брак и дети
Жена: Эльжбета (Гальша) Юрьевна Зенович.
Дети:
- Александр Вишневецкий (ум. 1594) — староста черкасский, каневский, корсунский, лоевский. Женат на Елене Еловицкой (?−1587).
- Михаил Корибут Вишневецкий (ум. 1615) — староста овруцкий.
- Юрий Вишневецкий (?−1617/1618) — каштелян киевский.
- Марина Вишневецкая — жена стольника полоцкого Теодора Горского
- София Вишневецкая (?−до 1595) — жена подскарбия надворного литовского Юрия Тышкевича. В браке родилось 8 детей.

## Дополнительная информация
Исследованию биографии Михаила Вишневецкого была посвящена вторая часть монографии «Стефан Баторий и днепровские козаки» историка Андрея Владимировича Стороженко. В этой монографии, изданной в 1904 году, автором впервые были опубликованы многие ранее неизвестные факты биографии князя и напечатан с комментариями найденный исследователем жалобный стих «Epicedion» (Плач) неизвестного автора 1585 года на польском, написанный в память о смерти Михаила Вишневецкого, который в настоящее время считается важным памятником полоноязычной письменности. 